# Liegi-Bastogne-Liegi 2009
La Liegi-Bastogne-Liegi 2009, novantacinquesima edizione della corsa, valevole come undicesima prova del Calendario mondiale UCI 2009, si svolse il 26 aprile 2009 per un percorso di 261 km da Liegi ad Ans e fu vinta dal lussemburghese Andy Schleck.
Furono 119 in totale i ciclisti che completarono la gara.

## Percorso

### Côtes
Le undici salite inserite nell'edizione 2009
| Numero | Nome                         | Chilometro | Lunghezza (m) | Pendenza media (%) |
| ------ | ---------------------------- | ---------- | ------------- | ------------------ |
| 11     | Côte de Ny                   | 57,5       | 1800          | 5,7                |
| 10     | Côte de la Roche-en-Ardenne  | 82         | 2800          | 4,9                |
| 9      | Côte de Saint-Roch           | 128        | 800           | 12,0               |
| 8      | Côte de Wanne                | 172        | 2700          | 7,0                |
| 7      | Côte de Stockeu              | 178,5      | 1100          | 10,5               |
| 6      | Côte de la Haute-Levée       | 184        | 3400          | 6,0                |
| 5      | Col du Rosier                | 196,5      | 4000          | 5,9                |
| 4      | Côte de la Vecquée           | 209        | 3100          | 5,9                |
| 3      | Côte de La Redoute           | 226,5      | 2100          | 8,4                |
| 2      | Côte de la Roche aux Faucons | 241,5      | 1500          | 9,9                |
| 1      | Côte de Saint-Nicolas        | 255,5      | 1000          | 11,1               |

## Squadre e corridori partecipanti
| N.      | Cod. | Squadra                          |
| ------- | ---- | -------------------------------- |
| 1-8     | GCE  | Caisse d'Epargne                 |
| 11-18   | SDA  | Serramenti Diquigiovanni-Androni |
| 21-28   | SAX  | Team Saxo Bank                   |
| 31-38   | BAR  | Barlworld                        |
| 41-48   | RAB  | Rabobank                         |
| 51-58   | SIL  | Silence-Lotto                    |
| 61-68   | QST  | Quick Step                       |
| 71-78   | LIQ  | Liquigas                         |
| 81-88   | THR  | Team Columbia-High Road          |
| 91-98   | FDJ  | Française des Jeux               |
| 101-108 | KAT  | Team Katusha                     |
| 111-118 | ALM  | AG2R La Mondiale                 |
| 121-128 | LAN  | Landbouwkrediet-Colnago          |

| N.      | Cod. | Squadra                      |
| ------- | ---- | ---------------------------- |
| 131-138 | AST  | Astana                       |
| 141-148 | LAM  | Lampre-N.G.C.                |
| 151-158 | BBO  | Bbox Bouygues Telecom        |
| 161-168 | EUS  | Euskaltel-Euskadi            |
| 171-178 | MRM  | Team Milram                  |
| 181-188 | CTT  | Cervélo TestTeam             |
| 191-198 | TSV  | Topsport Vlaanderen-Mercator |
| 201-208 | COF  | Cofidis, le Crédit en Ligne  |
| 211-218 | GRM  | Garmin-Slipstream            |
| 221-228 | AGR  | Agritubel                    |
| 231-238 | SKS  | Skil-Shimano                 |
| 241-248 | VAC  | Vacansoleil Pro Cycling Team |

## Ordine d'arrivo (Top 10)
| Pos. | Corridore          | Squadra       | Tempo    |
| ---- | ------------------ | ------------- | -------- |
| 1    | Andy Schleck       | Saxo Bank     | 6h34'32" |
| 2    | Joaquin Rodríguez  | C. d'Epargne  | a 1'17"  |
| 3    | Davide Rebellin    | Diquigiovanni | a 1'24"  |
| 4    | Philippe Gilbert   | Silence       | s.t.     |
| 5    | Sergej Ivanov      | Katusha       | s.t.     |
| 6    | Simon Gerrans      | Cervélo       | s.t.     |
| 7    | Damiano Cunego     | Lampre-N.G.C. | s.t.     |
| 8    | Benoît Vaugrenard  | F. des Jeux   | s.t.     |
| 9    | Aleksandr Kolobnev | Saxo Bank     | s.t.     |
| 10   | Samuel Sánchez     | Euskaltel     | s.t.     |

## Punteggi UCI
| Pos. | Corridore          | Squadra       | Punti |
| ---- | ------------------ | ------------- | ----- |
| 1    | Andy Schleck       | Saxo Bank     | 100   |
| 2    | Joaquin Rodríguez  | C. d'Epargne  | 80    |
| 3    | Davide Rebellin    | Diquigiovanni | 70    |
| 4    | Philippe Gilbert   | Silence       | 60    |
| 5    | Sergej Ivanov      | Katusha       | 50    |
| 6    | Simon Gerrans      | Cervélo       | 40    |
| 7    | Damiano Cunego     | Lampre-N.G.C. | 30    |
| 8    | Benoît Vaugrenard  | F. des Jeux   | 20    |
| 9    | Aleksandr Kolobnev | Saxo Bank     | 10    |
| 10   | Samuel Sánchez     | Euskaltel     | 4     |

| Pos. | Squadra                          | Punti |
| ---- | -------------------------------- | ----- |
| 1    | Team Saxo Bank                   | 110   |
| 2    | Caisse d'Epargne                 | 80    |
| 3    | Serramenti Diquigiovanni-Androni | 70    |
| 4    | Silence-Lotto                    | 60    |
| 5    | Team Katusha                     | 50    |
| 6    | Cervélo TestTeam                 | 40    |
| 7    | Lampre-N.G.C.                    | 30    |
| 8    | Française des Jeux               | 20    |
| 9    | Euskaltel-Euskadi                | 4     |

| Pos. | Squadra     | Punti |
| ---- | ----------- | ----- |
| 1    | Lussemburgo | 100   |
| 2    | Italia      | 100   |
| 3    | Spagna      | 84    |
| 4    | Belgio      | 60    |
| 5    | Russia      | 60    |
| 6    | Australia   | 40    |
| 7    | Francia     | 20    |